# Пограничный (Московская область)
Пограничный — посёлок в городском округе Серпухов Московской области. До упразднения Серпуховского района входил в состав Данковского сельского поселения. Вплотную примыкает к городу Серпухов с востока. Посёлок Пограничный и город Серпухов разделяет улица Пограничная.

## История
История Пограничного начинается с 1959 года, с момента образования совхоза «Серпуховский». Изначально на территории посёлка располагалась контора посёлка и машинно-тракторная станция (МТС). Эта аббревиатура до сих пор используется, как неофициальный топоним. До 2012 года посёлок назывался Центральная усадьба совхоза «Серпуховский».
В 60-х годах в посёлке началось строительство жилья для сотрудников совхоза на улице Пограничной, которая ныне частично находится на территории посёлка, частично в городе Серпухове. 
Сейчас на территории посёлка расположены 8 многоквартирных домов и 15 частных домовладений. Также в Пограничном расположен отдел полиции, детский сад «Улыбка», два продуктовых магазина, баня, фитнес-клуб. В 2021 году на месте катка в посёлке был открыт ледовый комплекс, в котором проходят соревнования.

## Население
| 2012 |
| ---- |
| 980  |

## Общественный транспорт
Посёлок является ближайшим пригородом города Серпухова. Посёлок Пограничный долгое время являлся конечной остановкой для городских автобусов № 17 (Ивановские Дворики) и 17-а (Лесная), пока маршрут не был продлён до нового жилого комплекса «Жемчужина». Также посёлок промежуточной остановкой пригородного автобуса № 24 (Новинки). В посёлке имеется три автобусных остановки: МТС, Аллея журналистов и Пограничный.

## Достопримечательности
В посёлке находится памятный камень, заложенный членами Серпуховского отделения Союза журналистов Подмосковья 3 мая 2008 года на Аллее журналистов.

## Известные люди
В посёлке Пограничный проживает Матвеева Любовь Ивановна — ранее директор совхоза «Серпуховский». (Почётный гражданин Серпуховского района. Решение Совета депутатов СР 5/42 от 21 мая 2003 года).